# Vienna Art Orchestra
La Vienna Art Orchestra fue un grupo austriaco de jazz, originario de Viena. Organizada a lo largo de su historia como big band o como un combo más pequeño, está considerada como uno de los principales conjuntos jazzísticos de Europa y, como tal, fue en su momento vista como una especie de embajador cultural oficioso de la República de Austria.
- Datos: Q381410